# Kínai Nemzeti Könyvtár
A Kínai Nemzeti Könyvtár (egyszerűsített kínai: 中国国家图书馆; tradicionális kínai: 中國國家圖書館; pinjin: Zhōngguó guójiā túshūguǎn) Pekingben található, Ázsia legnagyobb könyvtára, a világ egyik legnagyobb könyvgyűjteményével rendelkezik a több mint 23 millió kötetével. A legnagyobb és a leggazdagabb kínai könyvgyűjteményről és történeti dokumentumtáráról van szó. A Kínai Nemzeti Könyvtár előfutára a Fővárosi Könyvtárat 1909. április 24-én alapította a Csing-dinasztia kormánya. 1912-ben nyitották meg formálisan a Xinhai forradalom (Hsinhai forradalom, a kínai Xinhai év után.) 1916-ban kapott egy új státuszt. 1928 júliusában a nevét Nemzeti Pekingi Könyvtárra, majd Nemzeti Könyvtárra változtatták. A Kínai Nemzeti Könyvtár kollekciója könyveket és archív anyagokat örökölt a Csing-dinasztia Császári Wenyuange Könyvtárától, beleértve olyan könyveket és kéziratokat is, melyek Song-dinasztia déli könyvtárából származtak. A könyvtár teknősbékapáncélt és csontokat, ősi kéziratokat is tartalmaz.
A jelentős gyűjtemény tételei között van:
- több mint 270 000 ősi, ritka kínai könyv és történelmi dokumentum, több mint 1,640,000 tradicionális fonallal kötött borítású kínai könyv.
- több mint 35 000 felirata bizonyos jós csontokon és teknősbéka páncélokon a Shang-dinasztia korából.[10]
- több mint 16 000 értékes kötet történeti kínai dokumentumok és kéziratok a tunhuangi Mokao-barlangokból
- Buddha szútrák másolatai, melyek keletkezését a 6. századra datálják
- öreg térképek, diagramok, vésett fém és kő tárgyak
- ritka értékes kéziratok másolatai és a könyvek az öt dinasztia korából
- könyvek és archív anyagok a déli Song-dinasztia császári könyvtárból (kb.1127)
- a Yongle enciklopédia leginkább épségben maradt másolatai a Ming-dinasztia korából[11]
- Siku Quanshu másolatai Qing-dinasztia korából
- lényeges irodalmi könyvek gyűjteménye a Qing-dinasztia császári főiskolájából és a felújított privát gyűjtőktől

## Lásd még
- A Kínai Népköztársaság könyvtárai
- Sanghaj Könyvtár
- Nanjing Könyvtár
- könyvtárak listája